# Arsenal de l'Aéronautique
Arsenal de l'Aéronautique (comúnmente llamado Arsenal) fue un fabricante nacional de aviones establecido por el gobierno francés en 1936 en Villacoublay. En los años anteriores a la Segunda Guerra Mundial, Arsenal desarrolló varios cazas técnicamente avanzados, pero ninguno de ellos fue construido en cantidades suficientes para ser usados contra la invasión alemana. Luego de la guerra, Arsenal fue trasladado a Châtillon-sous-Bagneux, donde fue privatizado como SFECMAS (Société Française d’Etude et de Constructions de Matériel Aéronautiques Spéciaux) en 1952. En 1955 SFECMAS se unió a SNCAN para crear Nord Aviation.

## Aviones
- Arsenal VG 30 (1938) Avión de caza de hélice, monoplano monoplaza de ala baja. Un prototipo construido
- Arsenal VG 31 Variante del VG-30 con motor Hispano-Suiza. Uno construido
- Arsenal VG 32 Variante del VG-30 con motor Allison. Uno construido
- Arsenal VG-33 Versión de producción del VG-32
- Arsenal VG-34 Variante del VG-33 con nuevo motor. Uno construido
- Arsenal VG-35 Variante del VG-33 con nuevo motor. Uno construido
- Arsenal VG-36 Variante del VG-33 con nuevo motor y alojamiento del radiador modificado. Uno construido
- Arsenal VG-37 Variante propuesta de largo alcance del VG-33. Nunca construido
- Arsenal VG-38 Variante del VG-33 con nuevo motor. Nunca construido
- Arsenal VG-39 Variante del VG-36 con motor más grande y nariz aerodinámica. Uno construido
- Arsenal VG-40 Variante del VG-39 con motor Rolls-Royce. Nunca construido
- Arsenal VG-50 Variante del VG-39 con motor Allison. Nunca construido
- Arsenal VB 10 (1945) Avión de caza de hélice, monoplaza, bimotor en configuración tracción-empuje. Seis construidos
- Arsenal O.101 (1947) Monomotor biplaza de ala baja para investigación aerodinámica. Uno construido
- Arsenal VG 70 (1948) Turborreactor monomotor monoplaza experimental de ala alta en flecha. Uno construido
- Arsenal VG 80
- Arsenal VG 90 (1949) Avión de caza turborreactor monomotor monoplaza de ala alta en flecha, embarcado. Tres construidos, dos completados
- Arsenal-Delanne 10